# Астрономически единици за дължина
Астрономическите единици за дължина са няколко различни единици за дължина, използвани от астрономите за различни обекти. Конкретната единица за даден случай обикновено се определя по два критерия:
1. единицата трябва да се използва в достатъчно лесни за работа числа;
2. единицата трябва да се получава лесно от наблюдение.

## Единици, използвани за различни астрономически разстояния
| Астрономически обхват          | Типични единици           |
| ------------------------------ | ------------------------- |
| Разстояния до спътници         | километри                 |
| Планетарни разстояния          | астрономически единици    |
| Разстояния до близки звезди    | парсеци, светлинни години |
| Разстояния в галактичен мащаб  | килопарсеци               |
| Разстояния до близки галактики | мегапарсеци               |

Разстоянията до далечни галактики обикновено въобще не се цитират в единици за разстояние, а като червено отместване. Причините за това са, че преобразуването на червено отместване в разстояние изисква да е известна константата на Хъбъл, която не беше точно измерена да началото на 21 век, и че на космологични разстояния изкривяването на пространство-времето позволява да се получат много дефиниции за разстояние. Например, разстоянието, дефинирано като времето, което трябва на един светлинен лъч да достигне до нас и различно от разстоянието, определено от видимия размер на един обект.